# Église de Kvetera
L'église de Kvetera (en géorgien კვეტერის ეკლესია) est une église orthodoxe géorgienne du début du Xe siècle, située dans la ville fortifiée de Kvetera en Kakhétie (municipalité d'Akhmeta).

## Description

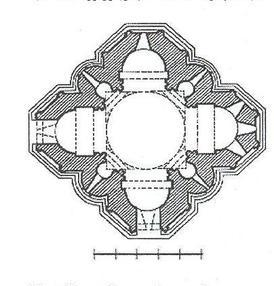
Plan de l'église.

La petite église à dôme surbaissé est dans un style sobre typique de la Kakhétie, les murs ne présentant que peu de décorations. Elle est en forme de croix grecque, chaque bras étant terminé par une abside. Le dôme est sur un tambour au centre de l'édifice.